# Liste historischer Gebäude in Neumorschen

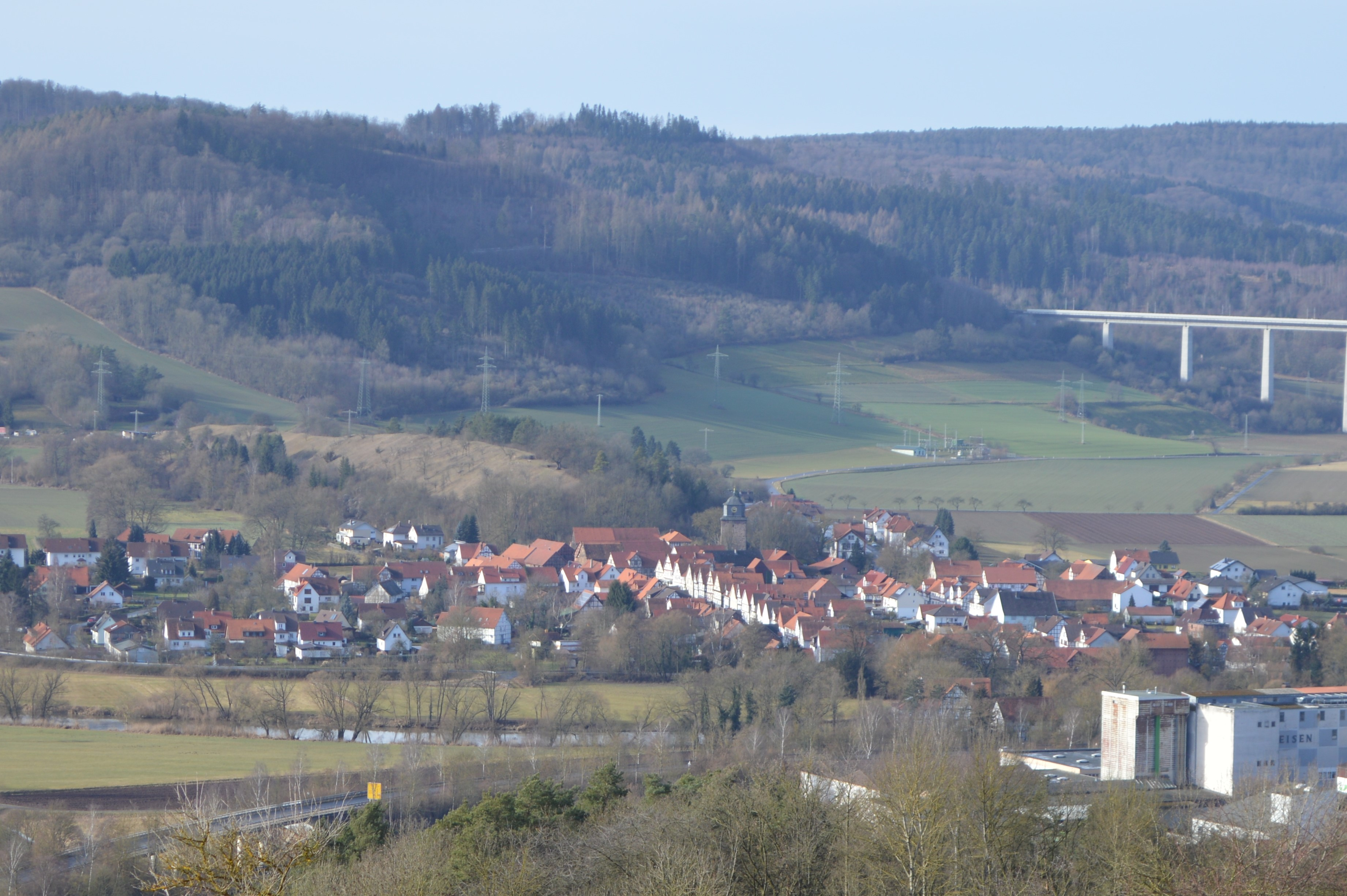
Neumorschen

Die Liste historischer Gebäude in Neumorschen gibt einen Überblick über Bauwerke in der historischen Marktstraße, im Zentrum von Neumorschen, die überwiegend unter Denkmalschutz stehen. Größtenteils handelt es sich um giebelständige Fachwerkhäuser aus dem 17., 18. und 19. Jahrhundert.
Von den früheren fünf Mühlen sind noch drei erhalten: die Wogmühle, die im landgräflichen Besitz stand (spätere Kunstmühle Matsko & Wittmer), die Heckmühle (heutige Heckenmühle) und die Obermühle an der Wichte. Neumorschen ist ein Ortsteil der Gemeinde Morschen in Hessen und erstreckt sich an den Ausläufern des Knüllgebirges.
| Bild                                    | Bezeichnung                         | Lage                          | Beschreibung | Bauzeit                                                                                 | Daten |
| --------------------------------------- | ----------------------------------- | ----------------------------- | --- | --------------------------------------------------------------------------------------- | ----- |
| weitere Bilder                          |                                     | Marktstraße 2 Lage            | Drei-Familienhaus, Wohnfläche rund 1000 m², 24 Räume, 3 Küchen, 5 Badezimmer, 9 WC; unterkellert; renovierungsbedürftig (Stand Ende März 2017) | 1900                                                                                    |       |
| weitere Bilder                          |                                     | Marktstraße 7 Lage            | |                                                                                         |       |
| weitere Bilder                          | ehemaliges Pensions- und Logierhaus | Marktstraße 11 Lage           | Drei-Familien-Haus mit rund 1000 m² Wohnfläche, 24 Zimmer, mehrere Toiletten, unterkellert, ausgebauter Dachboden; Treppenhaus erneuert mit Marmor und Granit. Zustand im April 2017: renovierungsbedürftig Hochparterre und erste Etage haben Fachwerk-Fassaden. Über dem Eingang befindet sich ein stark vorspringender Erker. |                                                                                         |       |
| weitere Bilder                          |                                     | Marktstraße 14 Lage           | |                                                                                         |       |
| weitere Bilder                          |                                     | Marktstraße 15 Lage           | |                                                                                         |       |
| weitere Bilder                          |                                     | Marktstraße 23 Lage           | |                                                                                         |       |
| weitere Bilder                          |                                     | Marktstraße 24 Lage           | |                                                                                         |       |
| weitere Bilder                          |                                     | Marktstraße 25 Lage           | |                                                                                         |       |
| weitere Bilder                          |                                     | Marktstraße 30 Lage           | |                                                                                         |       |
| weitere Bilder                          | Rathaus                             | Marktstraße 32 Lage           | Das historische Bauwerk ist als Reesestall überliefert und wurde später zum Rathaus umfunktioniert. Hier befindet sich ein gut erhaltener Ratskeller, der als thailändisches Restaurant Tida betrieben wird. |                                                                                         |       |
| weitere Bilder                          |                                     | Marktstraße 33 Lage           | |                                                                                         |       |
| weitere Bilder                          |                                     | Marktstraße 34 Lage           | |                                                                                         |       |
| weitere Bilder                          | Wehrkirche                          | Marktstraße 46 Lage           | Die Wehrkirche, heute auch Jakobikirche, ist eine zum Schutz der Einwohner errichtete Kirche. Sie gehört zum evangelischen Kirchenkreis Melsungen. Die auf einer spätromanischen Chorturmanlage stehende Wehrkirche war von einem Wehrkirchhof mit Ringmauer und Schießscharten umgeben. | 15. Jahrhundert                                                                         |       |
| Direkt Bild zu diesem Denkmal hochladen | Heckenmühle oder Heckmannmühle      | Koordinaten fehlen! Hilf mit. | kompakter Fachwerkbau direkt an der Fulda gelegen Ende des Dreißigjährigen Krieges vernichtete ein Hochwasser die vom Fluss angetriebene Getreidemühle. Danach erwarb Curt Heckmann das Flurstück samt Resten der Mühle und ließ sie wieder aufbauen. Das Bauwerk trägt seitdem seinen Namen; es verfügte über zwei Mahl- und einen Schlaggang sowie einen Blaugang (mit welchem Farben aus zerkleinertem Holz zurückgewonnen werden konnten). Obwohl am anderen Ufer der Fulda stehend, zählte die Mühle zu Neumorschen. Aus finanziellen Problemen kam es häufig zu Besitzerwechseln. Der Mühlenbetrieb wurde Ende des 19. Jahrhunderts eingestellt. Inzwischen ist der Mühlenbau im Privateigentum eines Arztes. | um 1618 (Erstbau); um 1564 soll die Mühle bereits in einem Dokument genannt worden sein |       |
| Fassade dr Obermühle                    | Obermühle                           | Lage                          | Die ehemalige Wassermühle existiert bereits seit dem 17. Jahrhundert. Der Hauptbau ist ein saniertes Fachwerkgebäude. |                                                                                         |       |